# William de Perth
São William de Perth, também conhecido como São Guilherme de Perth ou São Guilherme de Rochester, foi um peregrino escocês que foi martirizado na Inglaterra. Ele é o santo padroeiro das crianças adotadas. Após sua morte, ele ganhou reconhecimento local e foi canonizado pelo Papa Alexandre IV em 1256.
William era um indivíduo devoto e um padeiro que sempre doava seu décimo pão aos pobres. Ele adotou uma criança abandonada e lhe ensinou seu ofício. Anos depois, os dois partiram em peregrinação. William foi assassinado pelo seu filho adotivo, que queria roubá-lo. O bispo de Rochester obteve a canonização de William e criou um santuário na Catedral de Rochester que atraiu muitos peregrinos.

## Vida
Pouco se sabe sobre a vida de William, e praticamente todas as informações a respeito dele vêm da Nova Legenda Angliae  de  Jhon Capgrave. Ele nasceu em Perth, naquela época uma das principais cidades da Escócia . Viveu uma juventude desregrada, mas, depois de adulto, entregou sua vida a Deus. Padeiro de profissão, ele costumava reservar cada décimo pão para os pobres. 
Ele ia à missa diariamente. Certa manhã, antes do amanhecer, encontrou na soleira da igreja uma criança abandonada, que ele adotou e a quem ensinou seu ofício. Mais tarde, ele fez um voto de visitar os Lugares Sagrados e, tendo recebido a bolsa e o cajado consagrados como peregrino, partiu com seu filho adotivo, cujo nome é como "Cockermay Doucri", ou "Davi, o Adotado ". Eles ficaram três dias em Rochester e iam para Cantuária no dia seguinte (e talvez de lá para Jerusalém). No entanto, de acordo com um relato popular, Davi enganou deliberadamente o seu pai adotivo com um atalho e, com a intenção de o roubar, derrubou-o com um golpe na cabeça e cortou-lhe a garganta. 
O corpo foi descoberto por uma mulher louca, que trançou uma guirlanda e a colocou primeiro na cabeça do cadáver e depois na sua, e então a loucura a deixou. Ao saberem da história, os monges de Rochester levaram o corpo para a catedral e lá o enterraram. 

## Veneração
Em 1256, Lawrence de S. Martinho, bispo de Rochester, obteve a canonização de William do Papa Alexandre IV . Seu santuário, foi iniciado imediatamente e atraiu multidões de peregrinos . Ao mesmo tempo, uma pequena capela foi construída no local do assassinato. 
O santuário de São William de Perth tornou-se um local de peregrinação  As pisadas desgastaram os degrais de pedra originais, que hoje estão cobertos com degraus de madeira. 
Em 18 e 19 de fevereiro de 1300, o rei Eduardo I fez duas doações de sete xelins ao santuário. Oferendas no santuário também foram registradas pela Rainha Filipa em 1352. Em 29 de novembro de 1399, o Papa Bonifácio IX concedeu indulgência àqueles que visitavam e davam esmolas ao santuário em determinados dias específicos. A população local continuou a tradição ao longo dos séculos XV e XVI.
O brasão do Bispo de Rochester consiste na cruz de Santo André com uma concha no centro, que representa William; André é o santo padroeiro da Escócia e as conchas são o símbolo dos peregrinos. São William é representado em uma pintura mural, que foi descoberta em 1883 na igreja de  Frindsbury, perto de Rochester, que se supõe ter sido pintada por volta de 1256-1266, caso em que também é o único mural conhecido dele. 
Seu dia oficial de festa é 23 de maio,  alguns lugares celebrem em 22 de abril. 
No filme Um santo Vizinho, St William aparece em um boletim escolar de um dos personagens principais, Oliver, que o acha interessante principalmente porque ele próprio é adotado.
A Escola Primária St William of Perth, em Rochester, recebeu seu nome em sua homenagem.

## Links externos
- (em inglês) Rochester Cathedral
- (em inglês) Pynson's 1516 The Kalendre of the Newe Legende of Englande (Epitomes of John Capgrave’s Latin Nova Legenda Anglie)